# NAMARA!!
『NAMARA!!』（なまら） は、WHY@DOLLのファースト・ミニ・アルバム。2015年2月25日にビクターエンタテインメントより発売された。

## 解説
ジャケットは漫画家の窪之内英策が手がけている。帯の裏にもイラストがある。インディーズ時代の楽曲は収録されていない。
青木千春の推し曲は「パウダースノウ」。浦谷はるなの推し曲は「2月のエピローグ」。

## 収録曲
1. NAMARA!! [1:02]
  - 作曲：南田健吾　編曲：南田健吾
2. バニラシェイク [3:09]
  - 作詞：KANTA.P 作曲：Sunny　編曲：南田健吾
3. 2月のエピローグ [4:12]
  - 作詞：KANTA.P 作曲：Sunny　編曲：南田健吾
4. ジェットコースター [4:37]
  - 作詞：KANTA.P 作曲：Sunny　編曲：本田光史郎
5. 向日葵 [4:56]
  - 作詞：KANTA.P 作曲：Sunny　編曲：本田光史郎
6. パウダースノウ [3:51]
  - 作詞：KANTA.P 作曲：Sunny　編曲：南田健吾
7. Magic Motion No.5 [4:37]
  - 作詞：KANTA.P 作曲：Sunny　編曲：Integral Clover
8. NAMARA!! (Reprise) [0:38]
  - 作曲：南田健吾　編曲：南田健吾